# Красное (Криворожский район)
Красное (укр. Красне) — село,
Красовский сельский совет,
Криворожский район,
Днепропетровская область,
Украина.
Код КОАТУУ — 1221883504. Население по переписи 2020 года составляло 53 человека.

## Географическое положение
Село Красное находится у истоков Красинского водохранилища,
на расстоянии в 0,5 км от села Садовое.
Село окружено большим массивом садовых участков.
Рядом проходит автомобильная дорога Н-11.